# Schlauchpflanzengewächse
Die Schlauchpflanzengewächse (Sarraceniaceae) sind eine Familie aus der Ordnung der Heidekrautartigen (Ericales) mit drei Gattungen in etwas über zwanzig Arten. Alle Arten sind neuweltlich und fleischfressende Pflanzen (karnivor bzw. präkarnivor).

## Beschreibung
Alle Arten sind ausdauernde, krautige Pflanzen, die aus einem Rhizom heraus meist in einer bodenständigen Rosette, gelegentlich (Heliamphora) an einer aufrecht wachsenden Sprossachse, wechselständig angeordnete, schlauchförmige Blätter bilden, die als Fallen für den Insektenfang dienen.
Die Blätter sind mit kurzem Blattstiel versehen, Nebenblätter fehlen. Sie sind umgewandelt in komplexe, mehr oder weniger längliche, schlauchförmige, häufig kannenartige Fallen, die mit einer Verdauungsflüssigkeit gefüllt sind und auf deren achszugewandter Seite eine einfache oder doppelte Flügelleiste (Ala) verläuft. Am äußersten Ende der achsabgewandten Seite setzt ein häufig haubenartiger Fortsatz an, die Öffnung des Blattes ist von einem mehr oder minder deutlich abgegrenzten Peristom umgeben. Auf ihrer äußeren wie inneren Oberfläche sind die Blätter mit spezialisierten Drüsen besetzt. Gelegentlich finden sich Phyllodien.
Die radiärsymmetrischen Blüten stehen meist als Einzelblüte an einem endständigen Blütenstand, gelegentlich (Heliamphora) als wenigblütige, achselbürtige Traube. Vorblätter gibt es nur bei Heliamphora. Die Blüten bestehen entweder aus vier- bis sechs-, selten dreizähligen Blütenhüllblättern kronblattartiger Gestalt (Heliamphora) oder sie sind zu zwei Blütenblattkreisen differenziert, die Kelchblätter sind dann dauerhaft, die Kronblätter werden abgeworfen und sind auffällig. Die zehn bis zwanzig oder zahlreichen Staubblätter haben kurze Staubfäden, der Fruchtknoten ist oberständig, fünf- oder selten dreifächrig. Die Früchte sind Kapseln mit zahlreichen kleinen, geflügelten Samen.

## Verbreitung
Schlauchpflanzengewächse sind rein neuweltlich. Schlauchpflanzen finden sich im östlichen bis südöstlichen Nordamerika, die Kobralilie im Nordwesten der USA und die Sumpfkrüge in den Hochebenen des Grenzgebietes zwischen Brasilien, Venezuela und Guayana sowie in Venezuela in der anliegenden Gran Sabana. Alle Arten besiedeln nährstoffarme Standorte.

## Systematik und Phylogenetik
Zur Familie zählen drei Gattungen mit rund 25 Arten:
- Schlauchpflanzen (Sarracenia)
- Sumpfkrüge (Heliamphora)
- Kobralilie (Darlingtonia)

Molekulargenetische Untersuchungen ergaben überraschende Ergebnisse zur Systematik der Schlauchpflanzengewächse. Zum einen zeigte sich, dass die Schlauchpflanzen selbst kein Schwestertaxon der Kobralilie sind, sondern eine Klade mit den südamerikanischen Sumpfkrügen bilden. Zum anderen zeigte sich eine enge Verwandtschaft mit den präkarnivoren Wanzenpflanzen aus Südafrika.
|  | Kobralilie (Darlingtonia)                                                                  |
|  |                                                                                            |
|  | \| \| Sumpfkrüge (Heliamphora) \| \| \| \| \| \| Schlauchpflanzen (Sarracenia) \| \| \| \| |
|  |                                                                                            |
|  | Sumpfkrüge (Heliamphora)                                                                   |
|  |                                                                                            |
|  | Schlauchpflanzen (Sarracenia)                                                              |
|  |                                                                                            |

|  | Sumpfkrüge (Heliamphora)      |
|  |                               |
|  | Schlauchpflanzen (Sarracenia) |
|  |                               |

|  | Kobralilie (Darlingtonia)                                                                  |
|  |                                                                                            |
|  | \| \| Sumpfkrüge (Heliamphora) \| \| \| \| \| \| Schlauchpflanzen (Sarracenia) \| \| \| \| |
|  |                                                                                            |
|  | Sumpfkrüge (Heliamphora)                                                                   |
|  |                                                                                            |
|  | Schlauchpflanzen (Sarracenia)                                                              |
|  |                                                                                            |

|  | Sumpfkrüge (Heliamphora)      |
|  |                               |
|  | Schlauchpflanzen (Sarracenia) |
|  |                               |

## Paläobotanik
1998/2001 wurden in China Fossilien einer 2005 als Archaeamphora longicervia beschriebenen Pflanze entdeckt, die mit hoher Wahrscheinlichkeit als zu den Schlauchpflanzengewächsen gehörig galt. Der Zustand und die Vollständigkeit der Funde (nur Blüte, Frucht und Wurzelsystem fehlten) festigte diese Interpretation. Mit ihrem Alter von über 125 Millionen Jahren wäre sie einer der ältesten bekannten Bedecktsamer und die bei weitem älteste bekannte karnivore Pflanze gewesen.
Neuere Funde führten jedoch zu einem anderen Schluss. Danach handelt es sich um keine eigene Art, sondern um Pflanzengallen an Blättern der Konifere Liaoningocladus boii.